# St Nicholas at Wade
St Nicholas at Wade – wieś w Anglii, w hrabstwie Kent, w dystrykcie Thanet. Leży 15 km na północny wschód od miasta Canterbury i 98 km na wschód od centrum Londynu. W 2001 miejscowość liczyła 782 mieszkańców.